# Kōji Yamamuro
Kōji Yamamuro (山室 光史?, Yamamuro Kōji; Koga, 17 gennaio 1989) è un ginnasta giapponese vincitore di una medaglia d'argento alle Olimpiadi di Londra 2012 e oro olimpico a Rio de Janeiro 2016 nel concorso a squadre.

## Carriera
Yamamuro ha vinto la medaglia d'argento nel concorso a squadre ai campionati mondiali di Rotterdam 2010. Nell'edizione successiva dei Mondiali di Tokyo 2011, oltre a confermare il secondo posto nel concorso a squadre, vince pure due bronzi nel concorso individuale e agli anelli.
Durante la finale del concorso a squadre alle Olimpiadi di Londra 2012, che gli ha valso la medaglia d'argento, si è infortunato al piede sinistro dopo avere effettuato il volteggio, perdendo l'opportunità di disputare anche la finale individuale.
Kōji Yamamuro ha fatto parte, insieme a Ryōhei Katō, Kenzō Shirai, Kōhei Uchimura e Yūsuke Tanaka, della squadra giapponese medaglia d'oro olimpica ai Giochi di Rio de Janeiro 2016.